# Lijst van zesdaagsewinnaars in 2014
Hieronder volgt een lijst van winnaars van een zesdaagse wielerwedstrijd op de baan in 2014.
| Datum                   | Plaats     | Winnaar                          |
| ----------------------- | ---------- | -------------------------------- |
| 2 – 7 januari           | Rotterdam  | Iljo Keisse – Niki Terpstra      |
| 9 - 14 januari          | Bremen     | Leif Lampater - Wim Stroetinga   |
| 23 - 28 januari         | Berlijn    | Kenny De Ketele – Andreas Müller |
| 30 januari - 4 februari | Kopenhagen | Robert Bartko – Marcel Kalz      |